# Bezirk Priekuļi
Der Bezirk Priekuļi (Priekuļu novads) war ein Bezirk in Lettland, der von 2009 bis 2021 existierte. Bei der Verwaltungsreform 2021 wurde der Bezirk aufgelöst, seine Gemeinden gehören seitdem zum Bezirk Cēsis.

## Geographie
Der Bezirk lag in der Region Vidzeme (Livland) im nördlichen Teil des Landes.

## Bevölkerung
Der Bezirk bestand aus den Gemeinden (pagasts) Liepa, Asūne, Mārsnēni, Priekuļi und Veselava mit zusammen 9550 Einwohnern (2009).

## Sehenswürdigkeiten
- Jāņmuiža (Gemeinde Priekuļi): Das Herrenhaus Johannenhof wurde Ende des 18. Jahrhunderts errichtet
- Jaunrauna (Gemeinde Priekuļi): Das Herrenhaus Ronneburg-Neuhof aus dem 19. Jahrhundert und die Friedhofskapelle
- Kalāči (Gemeinde Liepa) ist seit 1958 ein Gedenkmuseum im Wohnhaus des lettischen Dichters Eduards Veidenbaums (1867–1892). Im Garten des Anwesens befindet sich sein 1955 geschaffenes Denkmal des Bildhauers Laimonis Blumbergs (1919–2014)[2]
- Liepa: Das Herrenhaus Lindenhof in Liepasmuiža aus dem 19. Jahrhundert und die Friedhofskapelle sowie das 1967 von dem Architekten Gunārs Lūsis-Grīnbergs (1932–2015) und dem Bildhauer Inta Kamara errichtete Memorial für den hier begrabenen Dichter Eduards Veidenbaums[3]
- Skangaļi (Gemeinde Liepa): Das Herrenhaus Skangalshof wurde Anfang des 19. Jahrhunderts erbaut
- Veselava: Das Herrenhaus Wesselshof (lettisch: Veselavas muižas pils) wurde 1841 im eklektischen Stil für das Adelsgeschlecht Campenhausen erbaut, das das Anwesen von 1797 bis 1921 besaß. Das Gebäude beherbergt derzeit die Verwaltungsbüros der Gemeinde Veselava, das Gemeindezentrum, das Postamt, die Kreditgenossenschaft und ein Internetcafé. Der als derzeit als Molkerei genutzte ehemalige Pferdestall wurde 1896 erbaut

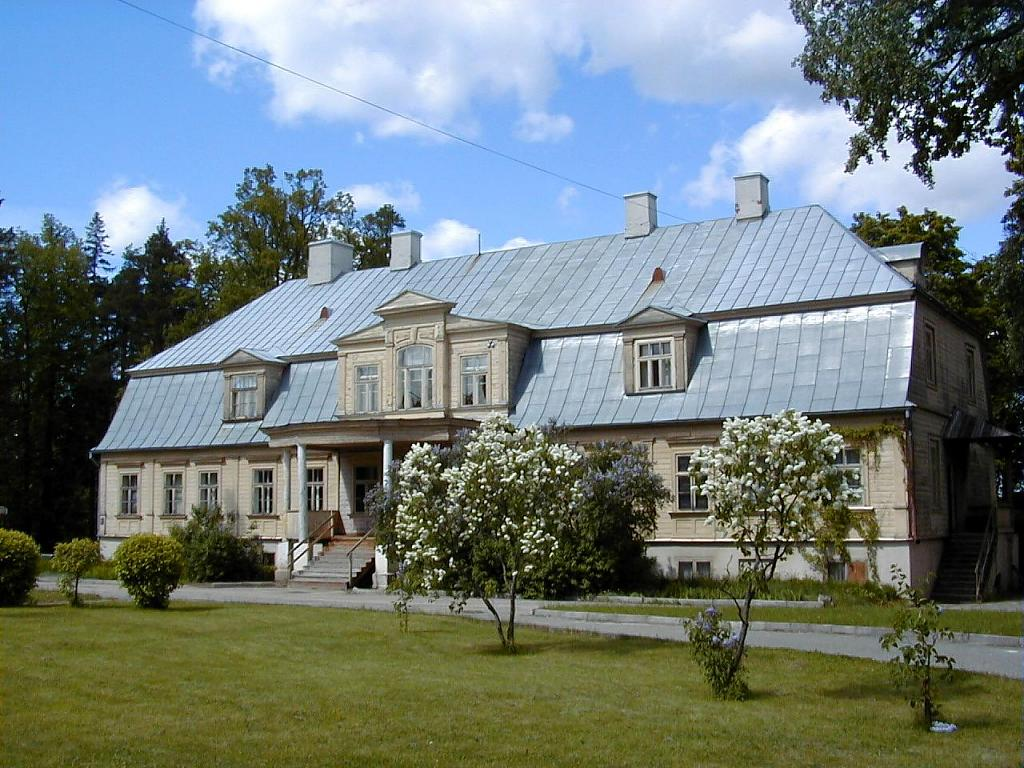
Herrenhaus Johannenhof in Jāņmuiža
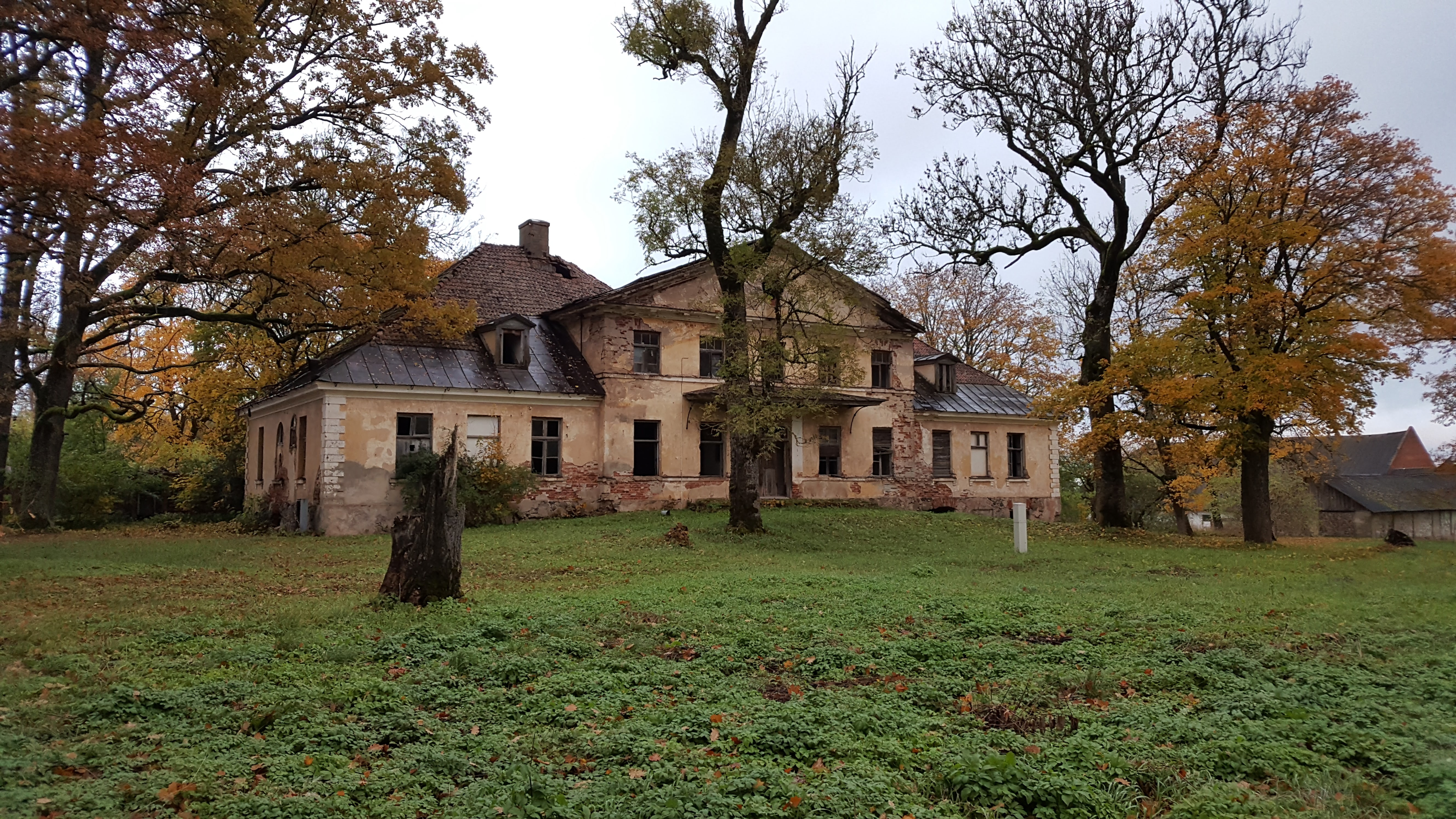
Herrenhaus Ronneburg-Neuhof in Jaunrauna
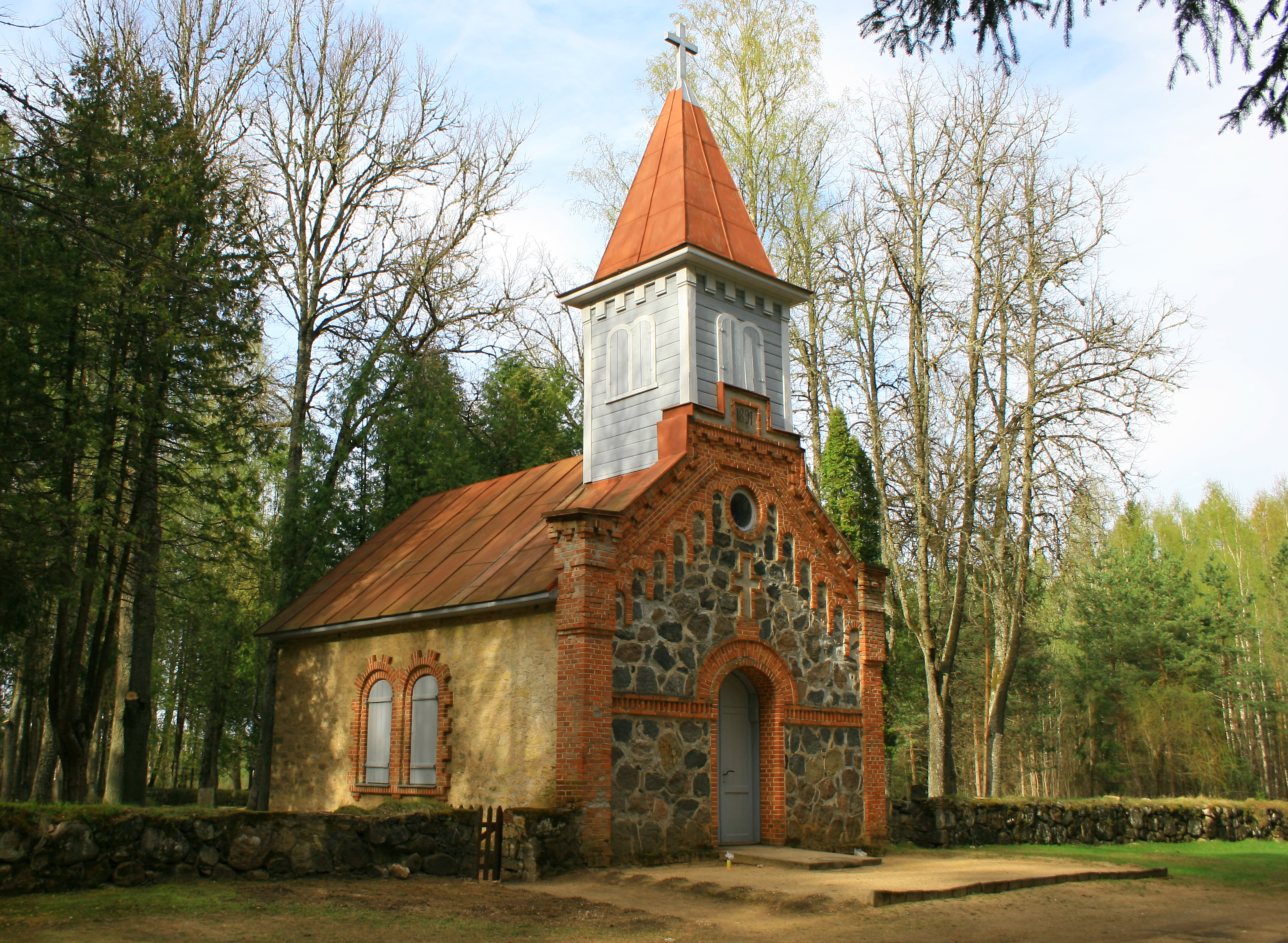
Friedhofskapelle in Jaunrauna
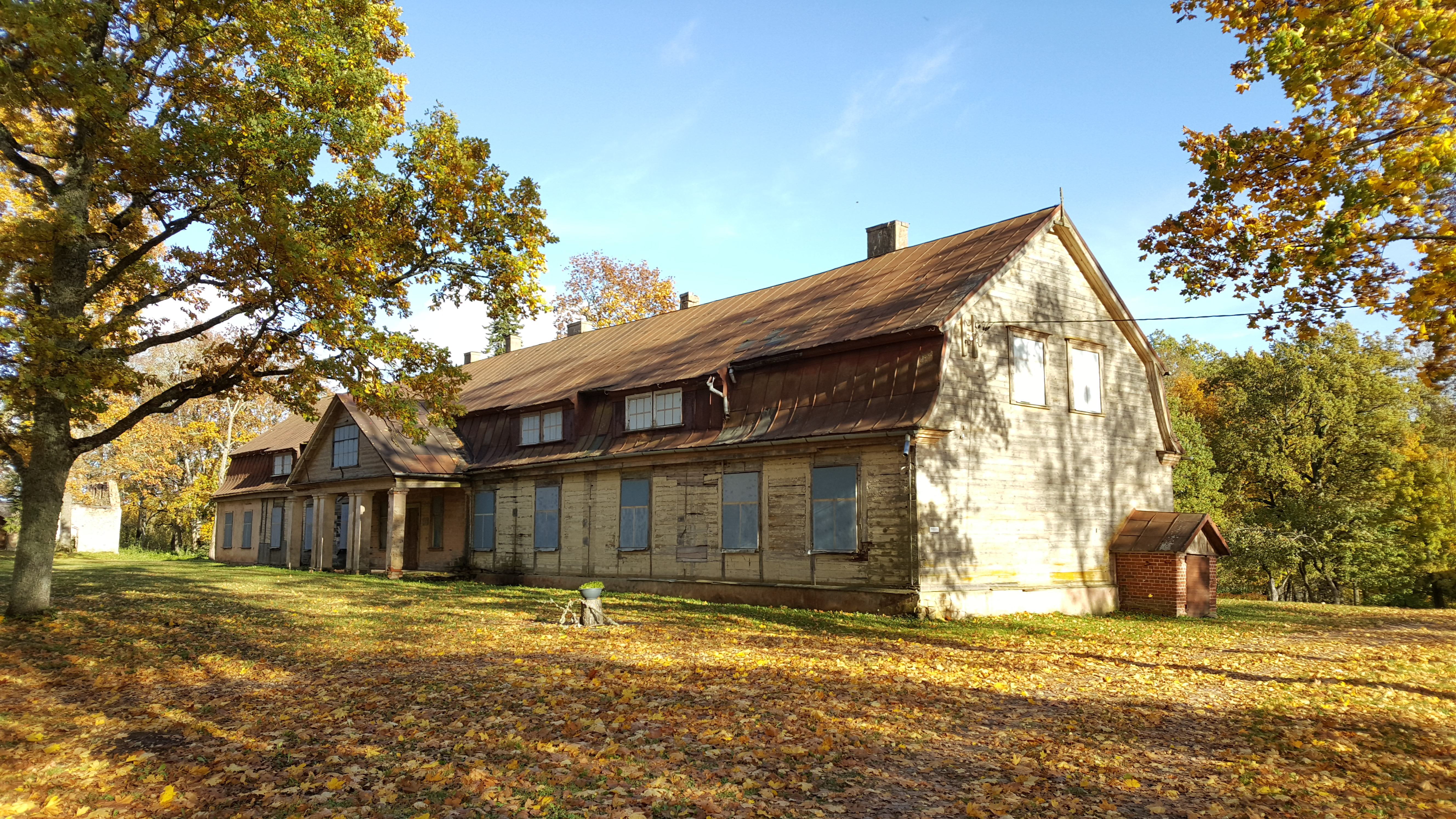
Herrenhaus Lindenhof in Liepasmuiža (Liepa)
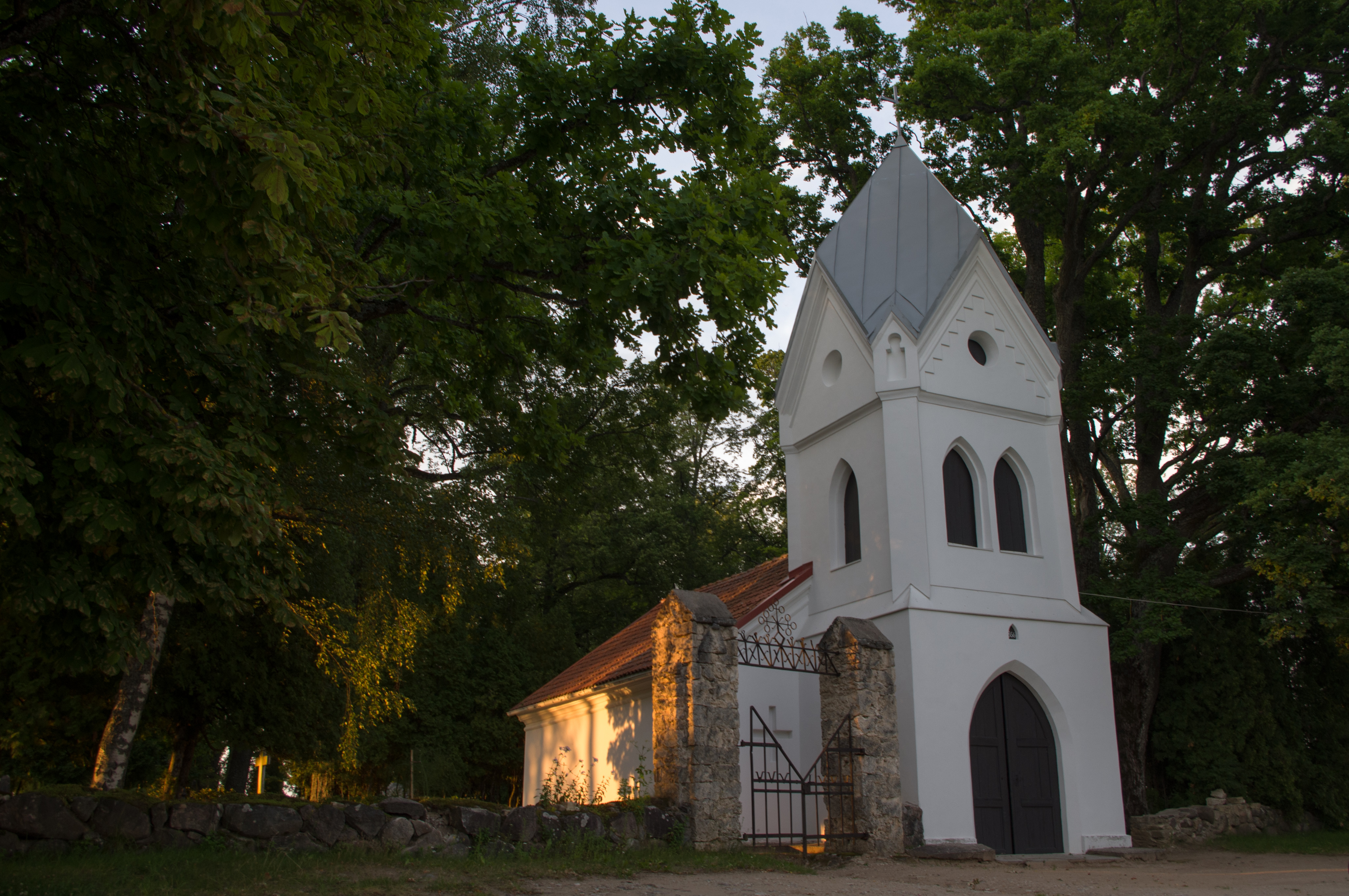
Friedhofskapelle in Liepa
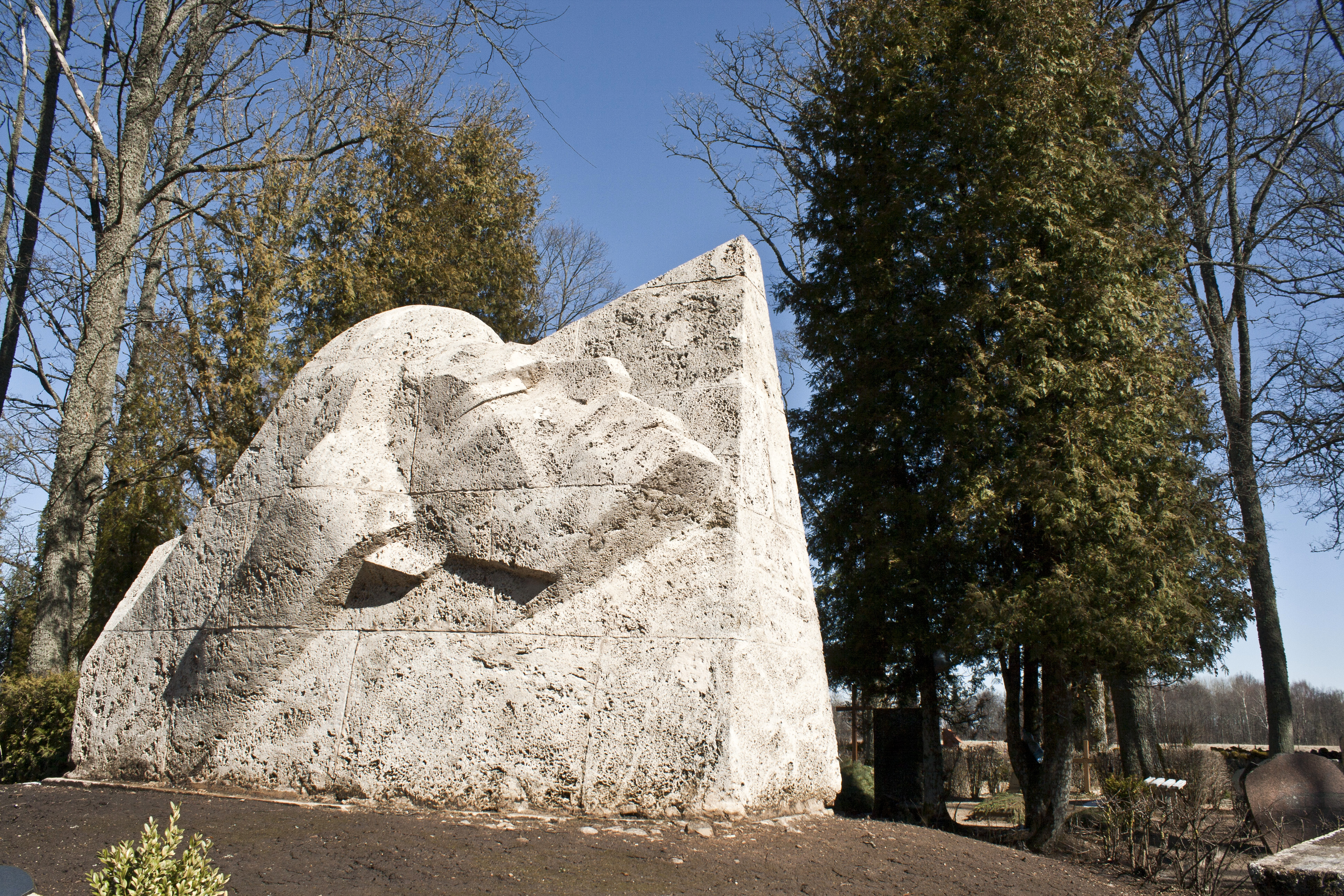
Memorial für Eduards Veidenbaums auf dem Friedhof von Liepa
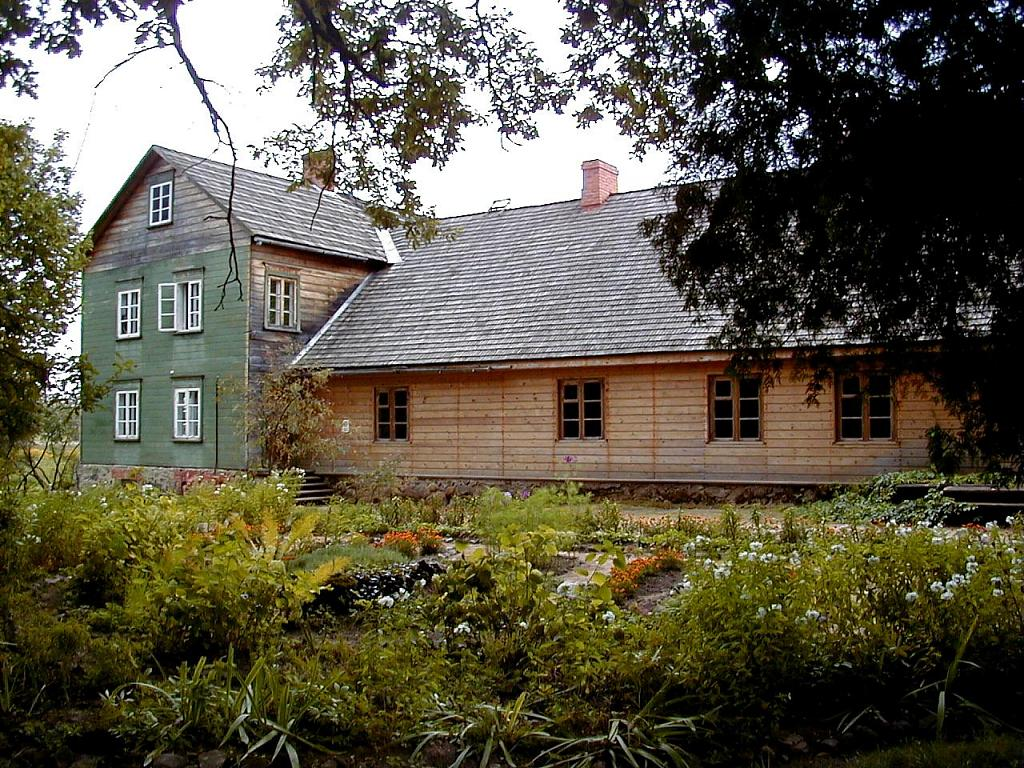
Haus „Kalāči“
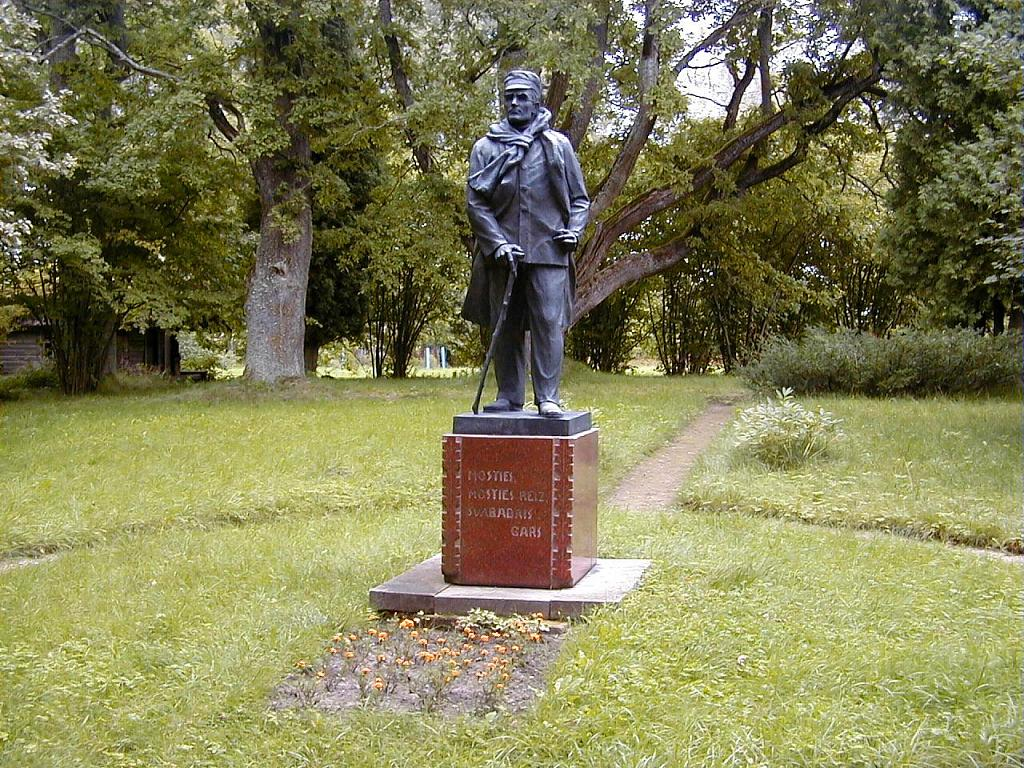
Denkmal für Eduards Veidenbaums in Kalāči
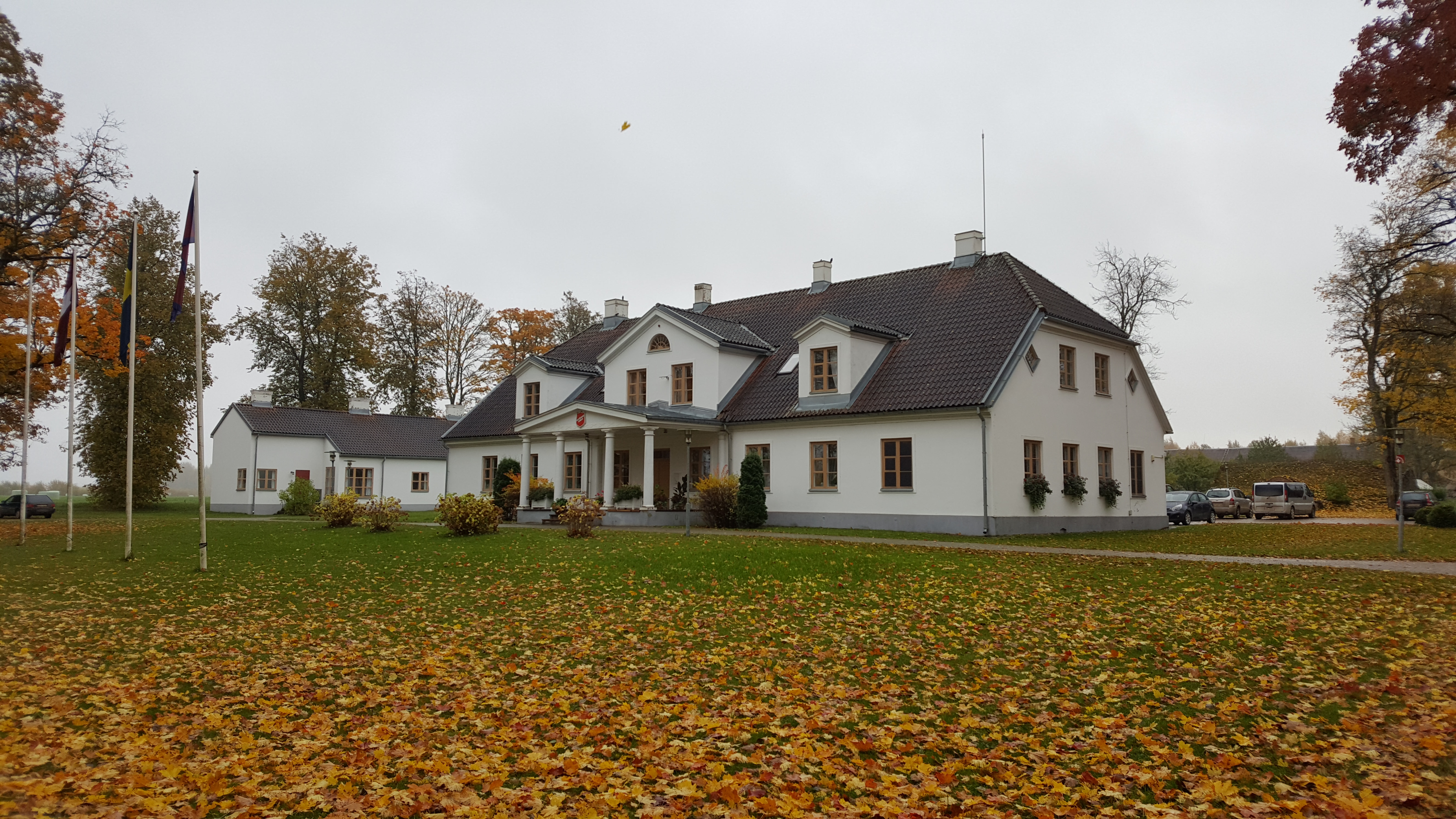
Herrenhaus Skangalshof in Skangaļi (Gemeinde Liepa)
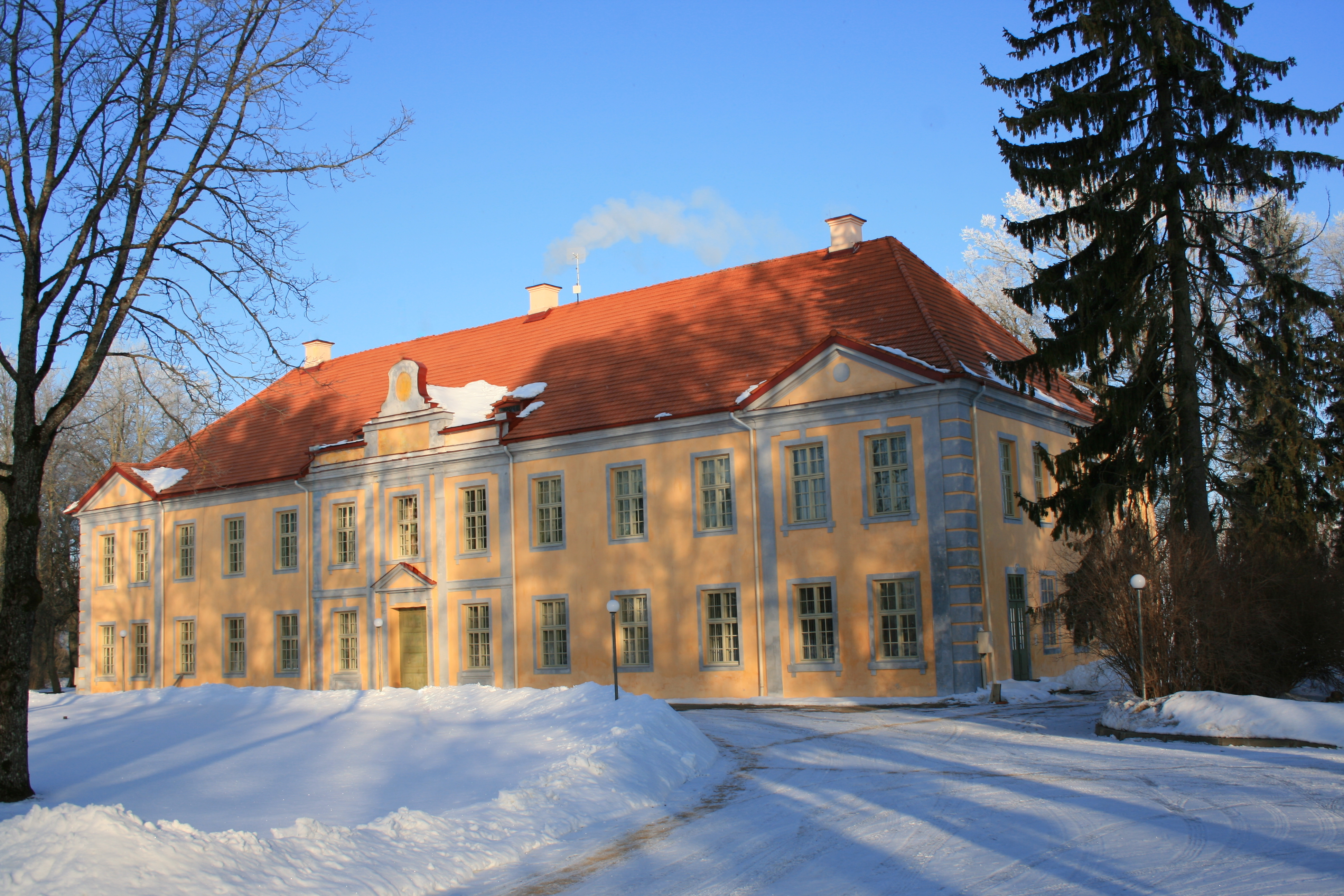
Herrenhaus Wesselshof in Veselava
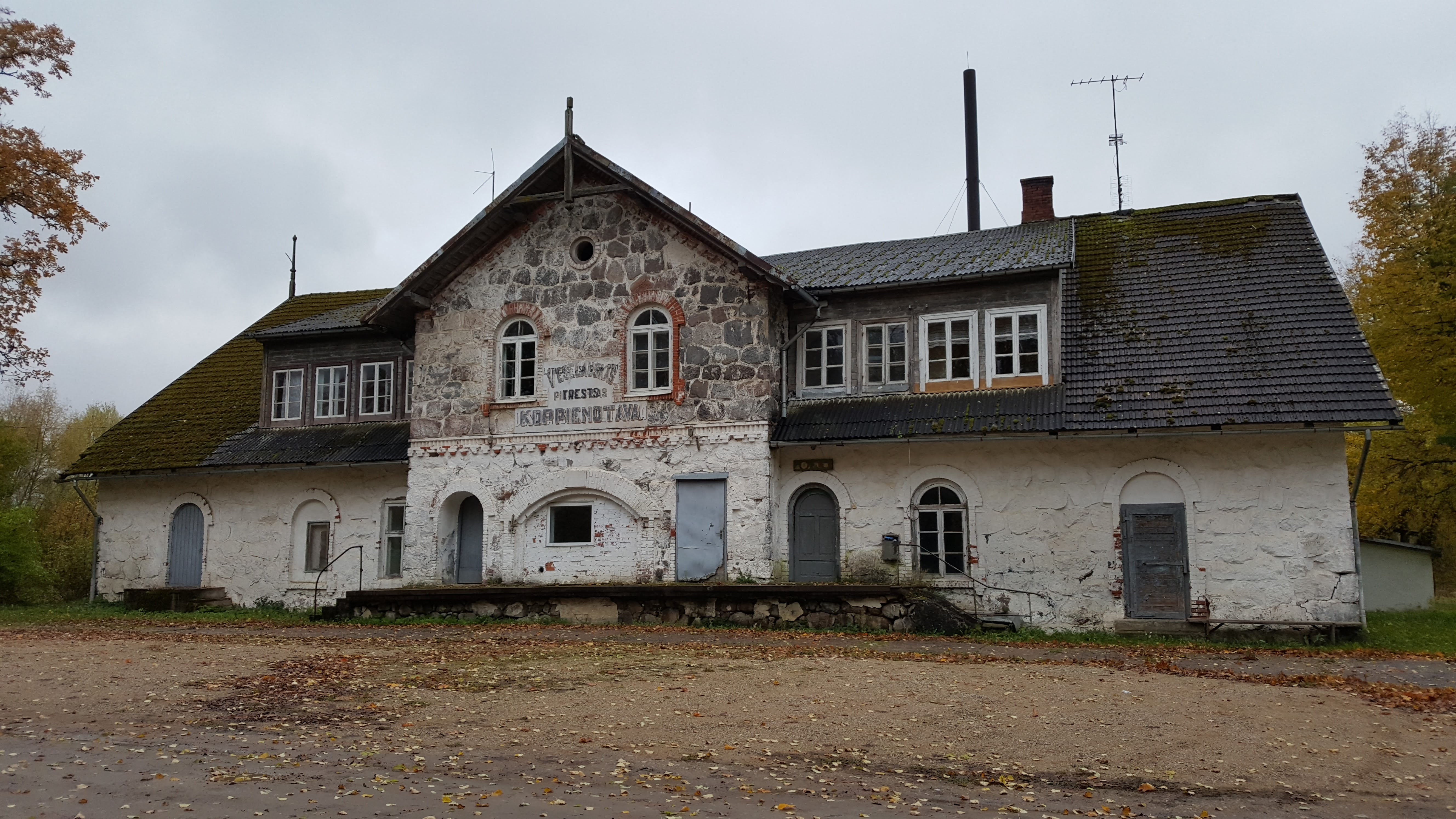
Reitstall des Gutes Wesselshof in Veselava

## Nachweise
1. ↑  Vides aizsardzības un reģionālās attīstības ministrija (Ministerium für Naturschutz und Regionalentwicklung), Karten und Auflistung der Verwaltungseinheiten, abgerufen am 20. Juli 2021
2. ↑  https://www.vietas.lv/objekts/e_veidenbauma_memorialais_muzejs_kalaci/
3. ↑  https://www.literatura.lv/en/person/Eduards-Veidenbaums/872249